# Michel-Nicolas de Trie-Pillavoine
Pour les autres membres de la famille, voir Famille de Trie.
Michel-Nicolas, comte de Trie-Pillavoine (13 avril 1723, Les Andelys - 10 septembre 1794, Paris), est un militaire et homme politique français.

## Biographie
Ancien lieutenant-colonel de cavalerie, il fut élu, le 23 avril 1789, député de la noblesse aux États généraux par le bailliage de Rouen. 
Il joua à l'Assemblée constituante un rôle discret. Il quitta la vie politique après 1791 mais se fait guillotiner à Paris le 10 septembre 1794, peu après Thermidor.

## Sources
- « Michel-Nicolas de Trie-Pillavoine », dans Adolphe Robert et Gaston Cougny, Dictionnaire des parlementaires français, Edgar Bourloton, 1889-1891 [détail de l’édition]